# Mistrovství Jižní Ameriky ve fotbale 1922
Mistrovství Jižní Ameriky ve fotbale 1922 bylo šesté mistrovství pořádané fotbalovou asociací CONMEBOL. Vítězem se stala Brazilská fotbalová reprezentace.

## Tabulka
| Tým       | Z | V | R | P | VG | IG | +/- | B |
| --------- | - | - | - | - | -- | -- | --- | - |
| Brazílie  | 4 | 1 | 3 | 0 | 4  | 2  | +2  | 5 |
| Paraguay  | 4 | 2 | 1 | 1 | 5  | 3  | +2  | 5 |
| Uruguay   | 4 | 2 | 1 | 1 | 3  | 1  | +2  | 5 |
| Argentina | 4 | 2 | 0 | 2 | 6  | 3  | +3  | 4 |
| Chile     | 4 | 0 | 1 | 3 | 1  | 10 | -9  | 1 |

- Týmy  Brazílie,  Paraguay a  Uruguay měly stejný počet bodů a stejný rozdíl skóre. Aby se rozhodlo o prvním místě, měly se tyto tři týmy mezi sebou utkat ještě jednou.

## Zápasy
- Poločasové výsledky jsou v závorkách

| 17. září 1922 |               |           |                                                                               |
| Brazílie      | 1 : 1 (1 : 1) | Chile     | Estadio das Laranjeiras, Rio de Janeiro rozhodčí: Ricardo Vallarino (Uruguay) |
| Tatú 9'       |               | Bravo 41' | Estadio das Laranjeiras, Rio de Janeiro rozhodčí: Ricardo Vallarino (Uruguay) |

| 23. září 1922 |               |                                |                                                                               |
| Chile         | 0 : 2 (0 : 2) | Uruguay                        | Estadio das Laranjeiras, Rio de Janeiro rozhodčí: Francisco Andreu (Paraguay) |
|               |               | Heguy 10' Urdinarán 19' (pen.) | Estadio das Laranjeiras, Rio de Janeiro rozhodčí: Francisco Andreu (Paraguay) |

| 24. září 1922 |               |           |                                                                                      |
| Brazílie      | 1 : 1 (1 : 0) | Paraguay  | Estadio das Laranjeiras, Rio de Janeiro rozhodčí: Norberto Ladrón de Guevara (Chile) |
| Amílcar 14'   |               | Rivas 71' | Estadio das Laranjeiras, Rio de Janeiro rozhodčí: Norberto Ladrón de Guevara (Chile) |

| 28. září 1922                            |               |       |                                                                               |
| Argentina                                | 4 : 0 (3 : 0) | Chile | Estadio das Laranjeiras, Rio de Janeiro rozhodčí: Ricardo Vallarino (Uruguay) |
| Chiessa 10' Francia 36', 41' Gaslini 75' |               |       | Estadio das Laranjeiras, Rio de Janeiro rozhodčí: Ricardo Vallarino (Uruguay) |

| 1. října 1922 |               |         |                                                                              |
| Brazílie      | 0 : 0 (0 : 0) | Uruguay | Estadio das Laranjeiras, Rio de Janeiro rozhodčí: Servando Pérez (Argentina) |
|               |               |         | Estadio das Laranjeiras, Rio de Janeiro rozhodčí: Servando Pérez (Argentina) |

| 5. října 1922                   |               |       |                                                                              |
| Paraguay                        | 3 : 0 (1 : 0) | Chile | Estadio das Laranjeiras, Rio de Janeiro rozhodčí: Servando Pérez (Argentina) |
| Ramírez 5' López 78' Fretes 86' |               |       | Estadio das Laranjeiras, Rio de Janeiro rozhodčí: Servando Pérez (Argentina) |

| 8. října 1922 |               |           |                                                                         |
| Uruguay       | 1 : 0 (1 : 0) | Argentina | Estadio das Laranjeiras, Rio de Janeiro rozhodčí: Pedro Santos (Brazil) |
| Buffoni 43'   |               |           | Estadio das Laranjeiras, Rio de Janeiro rozhodčí: Pedro Santos (Brazil) |

| 12. října 1922 |               |             |                                                                         |
| Uruguay        | 0 : 1 (0 : 1) | Paraguay    | Estadio das Laranjeiras, Rio de Janeiro rozhodčí: Pedro Santos (Brazil) |
|                |               | Elizeche 7' | Estadio das Laranjeiras, Rio de Janeiro rozhodčí: Pedro Santos (Brazil) |

| 15. října 1922              |               |           |                                                                               |
| Brazílie                    | 2 : 0 (1 : 0) | Argentina | Estadio das Laranjeiras, Rio de Janeiro rozhodčí: Francisco Andreu (Paraguay) |
| Neco 42' Amílcar 86' (pen.) |               |           | Estadio das Laranjeiras, Rio de Janeiro rozhodčí: Francisco Andreu (Paraguay) |

| 18. října 1922 |               |                         |                                                                           |
| Paraguay       | 0 : 2 (0 : 0) | Argentina               | Estadio das Laranjeiras, Rio de Janeiro rozhodčí: Enrique Vignal (Brazil) |
|                |               | Francia 63', 79' (pen.) | Estadio das Laranjeiras, Rio de Janeiro rozhodčí: Enrique Vignal (Brazil) |

Všichni paraguayští hráči opustili hřiště na protest proti penaltě v 79. minutě.

## Rozhodující zápas o titul
- Uruguay odmítla hrát další zápasy, a tak o titulu rozhodl tento zápas.

| 22. října 1922            |               |          |                                                                              |
| Brazílie                  | 3 : 0 (1 : 0) | Paraguay | Estadio das Laranjeiras, Rio de Janeiro rozhodčí: Servando Pérez (Argentina) |
| Neco 11' Formiga 48', 89' |               |          | Estadio das Laranjeiras, Rio de Janeiro rozhodčí: Servando Pérez (Argentina) |